# Skáldatal
Skáldatal (o el 'catàleg dels poetes') és una obra anònima curta de prosa en nòrdic antic. Es conserva en dos manuscrits: DG 11, o Codex Uppsaliensis, que és un dels quatre manuscrits de l'Edda prosaica (primera dècada del segle xiv), i AM 761 a 4t (sobre 1700), que també conté altres poemes escàldics.
L'obra relaciona poetes de la cort, els escaldes sota protecció dels cabdills escandinaus des de temps llegendaris fins finals del segle xiii amb algunes notes sobre alguns d'aquests.
El treball generalment coincideix amb el que ja es sabia sobre poetes de la cort en altres fonts contemporànies i, en alguns casos, hi ha constància de més poetes que es llistaren de cert cabdill que apareix en la Skáldatal tot i que en altres casos, els poetes que apareixen són desconeguts.